# 汪若極
汪若極（？—？），字子無，號太主，南直隸寧國府旌德縣人，軍籍，明朝政治人物。

## 生平
万历二十八年（1600年）庚子科应天乡试举人，四十七年（1619年）己未科进士。授浙江仁和县知县，仁和为省会之地，催科甚烦，汪若极设易知单法，悉汰羡馀，民输将恐后。其平反疑狱，虽成案，多得开释。屡触直指怒，弗顾。天启五年（1625年）四月升福建道监察御史，甫入都察院，疏参礼部右侍郎李标、延绥巡抚翟凤翀，翟凤翀削籍。六年（1626年）八月疏上六事，其止内操一条触怒宦官，七年（1627年）八月巡按广西，以三大殿工成，升太仆寺少卿。会有旨责成抚按措银十五万，部檄如雨。汪若极疏入，得免十万，民力以纾。崇祯二年（1629年）四月削籍为民。

## 家族
曾祖汪胤，舉人、教谕。祖父汪志昂，工部郎中。父汪泓，嘉靖二十二年舉人，南安府知府、按察司副使。弟汪若權，按察司經歷。
縣有“冏譽臬崇坊”，在毬場街，汪若極立。